# Боевая пара
Боевая пара — самое низшее тактическое формирование в вооружённых силах некоторых государств мира. Состоит боевая пара из двух солдат.

## Тактика
В ситуации, когда боевая пара не входит в состав патруля или отделения, её ведёт один из солдат, назначенный старшим, обычно им в боевой паре назначается старший по званию.
Бойцы всегда прикрывают друг друга огнём при передвижении по местности во время боя, а в случае ранения оказывают первую помощь.